# Михайлова, Наталья Васильевна
Наталья Васильевна Михайлова (род. 19 мая 1948, Москва) — советская пловчиха, четырёхкратная чемпионка СССР (1962, 1963, 1965, 1966), призёр чемпионата Европы (1966), участница Олимпийских игр (1964). Мастер спорта СССР (1962).

## Биография
Наталья Михайлова родилась 19 мая 1948 года в Москве. Начала заниматься плаванием в возрасте 9 лет у Юрия Бунина. В 1960 году продолжила тренироваться под руководством Ольги Римш. В сборной страны с ней также работали Кирилл Инясевский и Клавдия Алёшина. Специализировалась в плавании вольным стилем и на спине (с 1964 года).
В 1962–1966 годах становилась чемпионкой СССР на дистанциях 400 м вольным стилем (1962, 1963) и 200 м на спине (1966), а также в комбинированной эстафете 4×100 м (1965). В 1964 году участвовала в Олимпийских играх в Токио. В 1966 году на чемпионате Европы в Утрехте заняла 4 место на дистанции 100 м на спине и выиграла серебряную медаль в комбинированной эстафете 4×100 м.
В 1975 году завершила свою спортивную карьеру. С 1989 года участвует в российских и международных ветеранских соревнований, является одной из самых титулованных представительниц плавательного движения «Мастерс». С 2016 года возглавляет клуб мастеров плавания «Олимп». 